# Primera División (Chile) 2016/17 Clausura
Die Clausura der Primera División 2017, auch unter dem Namen Campeonato Nacional Clausura Scotiabank 2017 bekannt, war die 100. Spielzeit der Primera División, der höchsten Spielklasse im Fußball in Chile. Die Saison begann am 4. Februar und endete am 21. Mai.
Die Saison wurde wie bereits in den Vorjahren in zwei eigenständige Halbjahresmeisterschaften, der Apertura und Clausura, unterteilt. Durch die Transición 2013 wurde der Rhythmus vom Kalenderjahr auf den europäischen Modus angepasst.
Die Meisterschaft gewann das Team von CF Universidad de Chile. Für den Universitätsklub war es der 18. Meisterschaftstitel der Vereinsgeschichte, der sich damit gleichzeitig für die Copa Libertadores 2018 qualifizierte.
Der Absteiger CD Cobresal wurde anhand der Gesamttabelle ermittelt.

## Modus
Die 16 Teams spielen einmalig jeder gegen jeden. Meister ist das Team mit den meisten Punkten. Bei Punktgleichstand gibt es ein Entscheidungsspiel.
Für die Copa Libertadores qualifiziert sich der Meister. Der Absteiger wird anhand der Gesamttabelle am Ende der Clausura ermittelt. Das Team mit den wenigsten Punkten aus Apertura und Clausura steigt nach der Spielzeit in die Primera B ab.

## Teilnehmer
Die Absteiger der Vorsaison CD San Marcos de Arica und Unión La Calera wurden durch die Aufsteiger aus der Primera B Deportes Temuco und Everton ersetzt. Folgende Vereine nahmen daher an der Meisterschaft 2016/17 teil:
| Mannschaft                | Stadt             | Stadion                                      | Kapazität |
| ------------------------- | ----------------- | -------------------------------------------- | --------- |
| Deportes Antofagasta      | Antofagasta       | Estadio Regional de Antofagasta              | 26.339    |
| Audax Italiano            | Santiago de Chile | Estadio Bicentenario Municipal de La Florida | 12.000    |
| CD Cobresal               | El Salvador       | Estadio El Cobre                             | 20.752    |
| CSD Colo-Colo             | Santiago de Chile | Estadio Monumental                           | 45.000    |
| Everton                   | Viña del Mar      | Estadio Sausalito                            | 18.000    |
| CD Huachipato             | Talcahuano        | Estadio CAP                                  | 10.500    |
| CD O’Higgins              | Rancagua          | Estadio El Teniente                          | 15.450    |
| CD Palestino              | Santiago de Chile | Estadio Municipal de La Cisterna             | 08.000    |
| Deportes Iquique          | Iquique           | Estadio Tierra de Campeones                  | 12.000    |
| San Luis de Quillota      | Quillota          | Estadio Municipal Lucio Fariña Fernández     | 07.500    |
| Santiago Wanderers        | Valparaíso        | Estadio Elías Figueroa Brander               | 18.500    |
| Deportes Temuco           | Temuco            | Estadio Germán Becker                        | 18.500    |
| Universidad Católica      | Santiago de Chile | Estadio San Carlos de Apoquindo              | 13.000    |
| Universidad de Chile      | Santiago de Chile | Estadio Nacional de Chile                    | 49.000    |
| Universidad de Concepción | Concepción        | Estadio Municipal de Concepción              | 29.000    |
| Unión Española            | Santiago de Chile | Estadio Santa Laura                          | 19.000    |

## Ligaphase
| Pl.                                    | Verein                    | Sp. | S | U | N  | Tore    | Diff. | Punkte |
| -------------------------------------- | ------------------------- | --- | - | - | -- | ------- | ----- | ------ |
| 1.                                     | Universidad de Chile      | 15  | 9 | 3 | 3  | 024:110 | +13   | 30     |
| 2.                                     | CSD Colo-Colo             | 15  | 8 | 5 | 2  | 029:130 | +16   | 29     |
| 3.                                     | Universidad de Concepción | 15  | 6 | 6 | 3  | 016:130 | +3    | 24     |
| 4.                                     | Universidad Católica (M)  | 15  | 7 | 2 | 6  | 025:230 | +2    | 23     |
| 5.                                     | Unión Española            | 15  | 6 | 4 | 5  | 025:210 | +4    | 22     |
| 6.                                     | Deportes Iquique          | 15  | 5 | 7 | 3  | 023:200 | +3    | 22     |
| 7.                                     | Audax Italiano            | 15  | 6 | 4 | 5  | 023:230 | ±0    | 22     |
| 8.                                     | CD O’Higgins              | 15  | 6 | 4 | 5  | 020:200 | ±0    | 22     |
| 9.                                     | Deportes Temuco           | 15  | 6 | 4 | 5  | 017:170 | ±0    | 22     |
| 10.                                    | Everton (N)               | 15  | 5 | 6 | 4  | 019:140 | +5    | 21     |
| 11.                                    | Deportes Antofagasta      | 15  | 4 | 6 | 5  | 021:180 | +3    | 18     |
| 12.                                    | CD San Luis de Quillota   | 15  | 5 | 3 | 7  | 019:250 | −6    | 18     |
| 13.                                    | CD Huachipato             | 15  | 5 | 3 | 7  | 017:250 | −8    | 18     |
| 14.                                    | CD Palestino              | 15  | 3 | 5 | 7  | 016:250 | −9    | 14     |
| 15.                                    | CD Santiago Wanderers     | 15  | 3 | 4 | 8  | 019:240 | −5    | 13     |
| 16.                                    | CD Cobresal               | 15  | 2 | 2 | 11 | 016:370 | −21   | 08     |
| Quelle: www.rsssf.org, Stand: Endstand |                           |     |   |   |    |         |       |        |

| (M) | Vorjahresmeister |
| (N) | Aufsteiger       |

## Beste Torschützen
| Rang | Spieler              | Klub                    | Tore |
| ---- | -------------------- | ----------------------- | ---- |
| 1    | Felipe Mora          | Universidad de Chile    | 13   |
| 2    | Esteban Paredes      | CSD Colo-Colo           | 11   |
| 3    | Cristian Insaurralde | CD O’Higgins            | 7    |
|      | Cris Martínez        | Deportes Temuco         | 7    |
|      | Álvaro Ramos         | Deportes Iquique        | 7    |
|      | Marcos Riquelme      | Audax Italiano          | 7    |
| 7    | Carlos González      | CD Huachipato           | 6    |
| 8    | Pablo Calandria      | CD O’Higgins            | 5    |
|      | Diego Churín         | Unión Española          | 5    |
|      | Carlos Escobar       | CD San Luis de Quillota | 5    |

## Gesamttabelle
| Pl.                                    | Verein                    | Sp. | S  | U  | N  | Tore    | Diff. | Punkte |
| -------------------------------------- | ------------------------- | --- | -- | -- | -- | ------- | ----- | ------ |
| 1.                                     | Universidad Católica (M)  | 30  | 16 | 6  | 8  | 062:410 | +21   | 54     |
| 2.                                     | CSD Colo-Colo             | 30  | 14 | 10 | 6  | 055:330 | +22   | 52     |
| 3.                                     | Universidad de Chile      | 30  | 14 | 9  | 7  | 047:330 | +14   | 51     |
| 4.                                     | Deportes Iquique          | 30  | 13 | 11 | 6  | 051:420 | +9    | 50     |
| 5.                                     | Unión Española            | 30  | 14 | 7  | 9  | 052:410 | +11   | 49     |
| 6.                                     | CD O’Higgins              | 30  | 13 | 9  | 8  | 043:350 | +8    | 48     |
| 7.                                     | CD San Luis de Quillota   | 30  | 11 | 6  | 13 | 040:470 | −7    | 39     |
| 8.                                     | Deportes Temuco (N)       | 30  | 11 | 5  | 14 | 032:380 | −6    | 38     |
| 9.                                     | Universidad de Concepción | 30  | 10 | 8  | 12 | 031:380 | −7    | 38     |
| 10.                                    | Deportes Antofagasta      | 30  | 9  | 10 | 11 | 038:400 | −2    | 37     |
| 11.                                    | Audax Italiano            | 30  | 10 | 7  | 13 | 040:510 | −11   | 37     |
| 12.                                    | Everton (N)               | 30  | 8  | 12 | 10 | 041:420 | −1    | 36     |
| 13.                                    | CD Huachipato             | 30  | 9  | 9  | 12 | 041:490 | −8    | 36     |
| 14.                                    | CD Palestino              | 30  | 9  | 8  | 13 | 041:440 | −3    | 35     |
| 15.                                    | CD Santiago Wanderers     | 30  | 8  | 7  | 15 | 032:440 | −12   | 31     |
| 16.                                    | CD Cobresal               | 30  | 6  | 8  | 16 | 029:570 | −28   | 26     |
| Quelle: www.rsssf.org, Stand: Endstand |                           |     |    |    |    |         |       |        |

| (M) | Vorjahresmeister |
| (N) | Aufsteiger       |